# 910

910(구백십)은 909보다 크고 911보다 작은 자연수다.

## 수학
- 합성수로, 그 약수는 총 16개다. (1, 2, 5, 7, 10, 13, 14, 26, 35, 65, 70, 91, 130, 182, 455, 910)
  - 910의 진약수의 합은 1106이므로, 910은 과잉수다.
  - 제곱 인수가 없는 49번째 과잉수다. 이 성질을 지닌 앞의 수는 906, 다음 수는 930이다. (OEIS의 수열 A087248)

## 과학·기술
- NGC 910(영어판): 안드로메다자리 방향에 있는 타원은하.
- 포르쉐 910(영어판, 독일어판): 포르쉐의 경주용 자동차.

## 교통

### 항공
- 페덱스 익스프레스 910편 착륙 사고(영어판)

### 철도
- 서울 지하철 9호선 염창역의 역번호.

### 도로
- 910번 지방도: 경상북도 봉화군 석포면에서 강원특별자치도 삼척시 가곡면까지 이어지는 대한민국의 지방도.

## 군사
- LST-910(영어판): 제2차 세계 대전에 사용된 미국의 전차상륙함.

## 문화유산
- 대한민국의 보물 제910호: 경주 보문사지 연화문 당간지주

## 기타
- 날짜: 9월 10일
- 연도: 910년, 기원전 910년
- 910년대
- 한국십진분류법에서 아시아의 역사에 관한 책들이 분류되는 번호.